# 前橋市立元総社小学校
前橋市立元総社小学校（まえばししりつ もとそうじゃしょうがっこう）は、群馬県前橋市にある公立小学校。

## 所在地
群馬県前橋市元総社町一丁目33番地11

## 沿革
- 明治7年1月10日 - 惣社学校として開設
- 明治23年10月2日 - 元総社尋常小学校と改称
- 明治26年4月20日 - 元総社尋常高等小学校となる
- 昭和29年4月1日 - 前橋市立元総社小学校となる

## 学区
- 元総社町の一部[1]
- 元総社町一丁目
- 大友町一丁目、二丁目、三丁目
- 石倉町二丁目の一部、三丁目、四丁目、五丁目

## 学校周辺
- 群馬県総合交通センター